# Patata di Bologna
La patata di Bologna è una varietà di patata coltivata principalmente nella zona di Bologna, nell'area compresa tra i fiumi Sillaro e Reno.
I comuni compresi in tale area sono Budrio, Castenaso, Ozzano dell'Emilia, San Lazzaro di Savena, Castel San Pietro Terme, Medicina, Castel Guelfo di Bologna, Molinella, Baricella, Minerbio, Granarolo dell'Emilia, San Giovanni in Persiceto, Crevalcore e Sant'Agata Bolognese.
Notizie della coltivazione della patata in Emilia sono già presenti nel XVII secolo con l'opera di Pietro Maria Bignami che scrisse un'apposita pubblicazione.
Attualmente la produzione si ottiene dalla varietà Primura coltivata in terreni pedecollinari e di pianura  bonificati, tipici della provincia felsinea, ricchi di sedimenti alluvionali e potassio.

## Caratteristiche
- Forma: ovale allungata.
- Buccia: liscia con presenza di gemme superficiali.
- Polpa: bianco, giallo paglierino.

## Utilizzo
L'utilizzo è il più disparato, dalla preparazione degli gnocchi alla purea, ai bignè, fino al consumo fresco, lesso o fritto.

## Riconoscimenti
Il prodotto ha ottenuto il marchio DOP - PTN con la denominazione di patata tipica di Bologna, prodotto tradizionale riconosciuto dal Ministero delle politiche agricole alimentari e forestali sulla base del Decreto ministeriale n. 350/99, con riconoscimento europeo del 24 luglio 2012.